# Doorverwijzing (naslagwerken)
In de informatievoorziening duidt het woord doorverwijzing op een ingang (een artikeltitel) in naslagwerken, waarop geen bespreking van het onderwerp volgt; in plaats daarvan wordt de lezer geattendeerd op een ander artikel, waarin het gezochte onderwerp wel ter sprake komt.

## Soorten doorverwijzingen

### Herschikking
Dat kan op verschillende manieren geschieden:
- nevenschikkende doorverwijzing:[1] er wordt dan doorverwezen naar een begrip met ongeveer dezelfde betekenis
- bovenschikkende doorverwijzing: er wordt doorverwezen naar een overkoepelend begrip, waarvan het gezochte begrip deel uitmaakt
- onderschikkende doorverwijzing: er wordt doorverwezen naar een deelbegrip of deelbegrippen, die aspecten van het gezochte begrip vertegenwoordigen.

### Ontwarring
Een ander soort probleem ontstaat als één woordvorm twee of meer begrippen kan beduiden. In theorie zouden er dan meerdere artikelen met dezelfde titel ontstaan, en dit zou verwarring wekken. Zulke artikelen moeten "ontward" worden. Te onderscheiden vallen soorten van ontwarring:
- homonieme doorverwijzing, bij gelijkluidende artikelen die ieder een begrip behandelen dat niet inhoudelijk verwant is met de begrippen in de andere artikelen
- polyseme doorverwijzing, bij gelijkluidende artikelen die ieder een begrip behandelen dat wél inhoudelijk verwant is met de begrippen in de andere artikelen.

## Nevenschikkende doorverwijzing

### Synoniemen
Twee woorden of twee woordgroepen kunnen dezelfde betekenis hebben: ze zijn synoniem. Het heeft dan weinig zin tweemaal een bespreking te geven, en dit heeft zelfs nadelen. In de eerste plaats kost het extra ruimte, en een ernstig bezwaar is ook dat de beide besprekingen onderlinge afwijkingen kunnen gaan vertonen, zeker bij toekomstige herziening van de teksten.
- In een woordenboek[2] zoekt men duifsteen op. Het vermeldt: "duifsteen, zie tufsteen". Blijkbaar betekenen beide woorden hetzelfde; de uitleg is te vinden onder tufsteen.

Werkelijke synonymie komt slechts zelden voor. Doorgaans zijn er kleine verschillen in betekenis.
- Duimspijker is nagenoeg synoniem met punaise, maar de eerste vorm is regionaal, met name Zuid-Nederlands, of wordt als purisme gebruikt. Het woordenboek zal ook dan een nevenschikkende verwijzing geven, maar met een relevante toevoeging[3]: "duimspijker, m. (-s) (w.g.) purisme voor punaise". Het woord blijkt dus ook nog weinig gebruikelijk.

### Eigennamen
Indien een persoon onder verschillende namen bekend is, ligt nevenschikkende doorverwijzing voor de hand:
- etzel see atilla.[4]

### Titel als opsomming
Zo'n doorverwijzing is ook zinvol bij lemmatitels die een opsomming geven:
- knowledge and belief see belief and knowledge[5]

De verwijzingen zijn in al deze gevallen naar een nevengeschikt onderwerp.

## Bovenschikkende doorverwijzing

### Deelaspect
De gevonden informatie-ingang kan deel uitmaken van een ruimer begrip. Het naslagwerk zal dan een bespreking van dat ruimere begrip bieden, en het gevonden deelonderwerp wordt daarbij behandeld.
- Voorbeeld: in een taalkundige encyclopedie[6] wordt informatie gezocht over humor. De enige ingang die direct in aanmerking komt, luidt humor and language., en de tekst die volgt, is een doorverwijzing: "See Verbal Play."
Het artikel verbal play. legt uit dat speels taalgebruik zowel bewust als onbewust, zowel humoristisch als serieus kan zijn, en dat het vele vormen kent. humor and language. is dus maar een deelaspect van verbal play., maar wordt in dat laatste artikel besproken. De gevonden doorverwijzing was er een naar een bovengeschikt onderwerp.

### Verwant aspect
Het deelonderwerp kan ook in minder precieze zin onder een bovengeschikt onderwerp ressorteren. Het houdt er weliswaar verband mee, maar is geen onderdeel.
- Dezelfde encyclopedie geeft "jespersen, otto. See Phonetics and History of Linguistics." Otto Jespersen is uiteraard geen onderdeel van de fonetiek; wel maakt de bespreking van deze beroemde taalkundige onderdeel uit van het artikel fonetiek.

Ook deze doorverwijzing leidt naar een bovengeschikt, een veelomvattender onderwerp.

## Onderschikkende doorverwijzing
Een onderwerp kan te veelomvattend zijn, of te veel aspecten hebben, om in één artikel te worden behandeld. In dat geval kan een ingang doorverwijzen naar artikelen die geheel zijn gewijd aan de deelaspecten. De ingang kan ook doorverwijzen naar artikelen waarin die deelaspecten zijdelings aan de orde komen. Het is van de redactionele formule van het betreffende naslagwerk afhankelijk, in welke gevallen er tot onderschikkende doorverwijzing wordt besloten.
- "gestures. See Nonverbal Communication; Sign Language; and American Sign Language."[7]

Deze doorverwijzing leidt naar ondergeschikte onderwerpen. De grens tussen onder- en bovengeschikt is overigens niet altijd eenduidig. Er kan, afhankelijk van de stofbehandeling, over worden getwist of Otto Jespersen als deelaspect van de fonetiek moet worden gezien, of dat het fonetisch werk een deelaspect vormt van Jespersens arbeid. Dit probleem is goeddeels theoretisch, en geeft zelden problemen binnen de macrostructuur van een naslagwerk.

## Ontwarring: polysemie en homonymie
De gebruiker van een elektronisch naslagwerk zal bij zijn zoekvraag dat sleutelwoord intypen waarvan hij vermoedt dat het de titel van het gewenste artikel is. Door de parallelle opzet van een elektronisch naslagwerk kan hij het minder gemakkelijk constateren als er artikelen bestaan met (nagenoeg) gelijke titel. Er zijn echter talloze heersers geweest die Karel hebben geheten, en er zijn verschillende begrippen die met de woordvorm Golf worden aangeduid.

### Polysemie
In de meeste gevallen gaat het om polysemie. Weliswaar duiden de verschillende woorden, en dus ook de mogelijke ingangen, op verschillende begrippen, maar die begrippen zijn onderling verwant. Karel is steeds dezelfde naam, en zelfs Karl en Carl behoren tot dezelfde naamfamilie. Vele namen horen op die manier bij elkaar; niemand zal willen tegenspreken dat de naam van de stad Amsterdam en die van de gemeente Amsterdam met elkaar in rechtstreeks verband staan.
Een vergelijkbare verwantschap is er bij polysemen als Steen; met alle verschillen is ook daar een overeenkomst in betekenis te vinden.

### Homonymie
In minder gevallen gaat het om homoniemen; de woorden hebben wel dezelfde vorm, maar dat berust op toeval. Golf kan op een waterbeweging duiden. Het woord kan ook een tak van sport aangeven, en de naam is, zover bekend, niet verwant met het opzwiepend water.

## Ontwarring: ordening
Of twee woordvormen nu polysemie of homonymie vertonen, voor de samensteller van een naslagwerk blijft het probleem hetzelfde: de lezer duidelijk maken dat er meerdere bijna gelijkluidende artikelen bestaan.

### Hiërarchie
Daarbij kan van een hiërarchie tussen de begrippen worden uitgegaan. Deze oplossing is aanvaardbaar als van de gelijknamige begrippen er één als het prominentste wordt ervaren. Dat begrip krijgt de veelzijdig bruikbare titel, en in het artikel wordt de lezer erop attent gemaakt dat ook andere artikelen een (bijna) gelijknamig begrip behandelen. Een voorbeeld op Wikipedia is het artikel Amsterdam.

### Opsomming

Symbool van doorverwijspagina's op Wikipedia

Een andere benadering is de opsomming van alle gelijknamige ingangen op één pagina. Op Wikipedia wordt zo'n opsommende pagina een doorverwijspagina genoemd; de pagina noemt de vergelijkbare artikeltitels, waardoor ook de kleine variaties tussen die titels worden getoond. Per titel volgt meestal een summiere uitleg, en de naam van het gewenste artikel is voor de lezer aanklikbaar. Een voorbeeld op Wikipedia is de doorverwijspagina STEEN.

### Overzichtsartikel
Aan het veelzijdige woord kan ook een zelfstandig artikel worden gewijd, met name als de samenhang tussen de verschillende betekenissen hecht is. In het artikel zal dan intensief gebruik worden gemaakt van links naar de betreffende deelartikelen, en het verschil met een doorverwijspagina is niet altijd groot. Een voorbeeld op Wikipedia is het artikel KAREL.

## Oogmerken van doorverwijzing
Neven-, boven- en onderschikkende doorverwijzing beoogt efficiëntie: in al deze gevallen behoeft het bewuste onderwerp maar eenmaal besproken te worden.
Bij ontwarring (in het Engels wel disambiguation genoemd) wordt de lezer erop opmerkzaam gemaakt dat een bepaalde woordvorm verschillende toepassingen kan hebben, en dat de door hem gezochte bespreking moet worden onderscheiden van artikelen die een geheel ander onderwerp behandelen.
Dit laatste is vooral van belang wanneer het naslagwerk op een elektronische informatiedrager is vastgelegd. Want terwijl op een papieren drager de informatie serieel is vastgelegd (alfabetisch, thematisch of analytisch gerangschikt), is bij de elektronische media de ordening in wezen parallel. Ieder artikel is afzonderlijk aan te klikken, en (nagenoeg) gelijkluidende artikeltitels maken geen deel meer uit van de directe zoekomgeving, en kunnen daardoor over het hoofd worden gezien.

## Doorverwijzing en verwijzing
De begrippen doorverwijzing en verwijzing worden wel in dezelfde betekenis gebruikt. In dit artikel is er echter onderscheid in betekenis gemaakt. Een doorverwijzing leidt de lezer van een lemmatitel rechtstreeks naar een ander artikel, of naar andere artikelen.
Het begrip verwijzing is veel ruimer: het kan ook betekenen dat een woord of uitdrukking in de artikeltekst is gemarkeerd, zodanig dat de lezer op een apart artikel wordt gewezen, gewijd aan dat woord of begrip. In elektronische teksten zal deze doorverwijzing door middel van hypertekst plaatsvinden, en geeft een afwijkende kleur aan dat het een hyperlink betreft. Papieren dragers maken gebruik van diverse typografische conventies: het begrip waarnaar wordt verwezen, is gezet in klein kapitaal of in een ander lettertype, of het wordt voorafgegaan door een *asterisk, een →liggend pijltje of ander teken.